# Кубок Андорри з футболу 2023
Кубок Андорри з футболу 2023 — 31-й розіграш кубкового футбольного турніру в Андоррі. Титул здобув вдруге Інтер (Ескальдес-Енгордань).

## Календар
| Раунд        | Дата            | Матчі | Клуби  |
| ------------ | --------------- | ----- | ------ |
| Перший раунд | 15 січня 2023   | 6     | 14 → 8 |
| 1/4 фіналу   | 22 січня 2023   | 4     | 8 → 4  |
| 1/2 фіналу   | 5-6 квітня 2023 | 2     | 4 → 2  |
| Фінал        | 28 травня 2023  | 1     | 2 → 1  |

## Перший раунд
| Команда 1                   | Рахунок | Команда 2                   |
| --------------------------- | ------- | --------------------------- |
| 15 січня 2023               |         |                             |
| Атлетік Америка (2)         | 3:0     | Енгордані                   |
| Санта-Колома                | 3:2     | Каррой                      |
| Сан-Жулія                   | 4:2     | Енкамп (2)                  |
| Уніо Еспортива Санта-Колома | 0:2     | Інтер (Ескальдес-Енгордань) |
| Атлетік Ескальдес           | 0:3     | Пас-де-ла-Каза (2)          |
| Ла-Массана (2)              | 0:4     | Пенья Енкарнада             |

## 1/4 фіналу
| Команда 1           | Рахунок | Команда 2                   |
| ------------------- | ------- | --------------------------- |
| 22 січня 2023       |         |                             |
| Атлетік Америка (2) | 0:3     | Санта-Колома                |
| Сан-Жулія           | 0:3     | Інтер (Ескальдес-Енгордань) |
| Ранжерс             | 0:3     | Пас-де-ла-Каза (2)          |
| Ордіно              | 2:0     | Пенья Енкарнада             |

## 1/2 фіналу
| Команда 1                   | Рахунок      | Команда 2    |
| --------------------------- | ------------ | ------------ |
| 5 квітня 2023               |              |              |
| Пас-де-ла-Каза (2)          | 0:4          | Санта-Колома |
| 6 квітня 2023               |              |              |
| Інтер (Ескальдес-Енгордань) | 1:1 пен. 4:3 | Ордіно       |

## Фінал
| Команда 1      | Рахунок | Команда 2                   |
| -------------- | ------- | --------------------------- |
| 28 травня 2023 |         |                             |
| Санта-Колома   | 1:2     | Інтер (Ескальдес-Енгордань) |